# Heuliez GX327
L'Heuliez GX327 è un autobus francese prodotto dal 2005 al 2013.

## Progetto
Il GX327 viene lanciato nel 2005 per sostituire il precedente GX317 nell'ambito della gamma Access'bus del costruttore francese. Deriva strettamente dal Citelis, autobus concorrente prodotto dall'azienda consociata Irisbus; i due mezzi hanno in comune gran parte della meccanica e l'impostazione generale, differenziandosi per finiture e qualità.

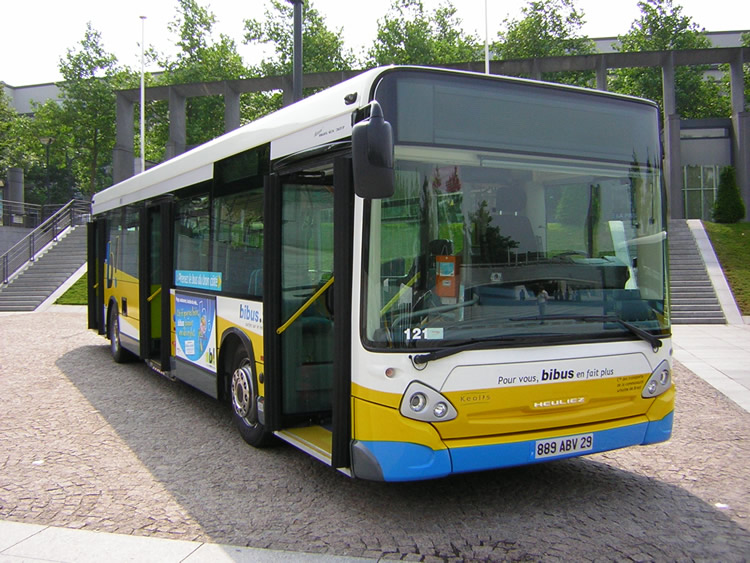
Heuliez GX327 a Brest

Oltre che nella taglia da 12 metri, sono state prodotte la versione snodata (GX427) e midibus (GX127); quest'ultima sostituisce, per il mercato italiano, l'Europolis di derivazione Cacciamali.

## Tecnica
Come già accennato, il GX327 condivide la meccanica con l'Irisbus Citelis. Sono disponibili i motori Cursor 8 e Tector 6, quest'ultimo per la sola versione ibrida. La potenza di questi motori va da 209 a 380 cavalli; è inoltre disponibile la versione CNG (GNV in francese). La trasmissione è automatica, a scelta tra ZF a 6 marce e Voith a 4 marce.
Costruito con la tecnica del pianale ribassato, presenta una vasta gamma di personalizzazioni sia interne che esterne, dai passaruota carenati ai sistemi di illuminazione interni di tipo Lampa'bus.
All'estero il mezzo è commercializzato come Irisbus GX327.

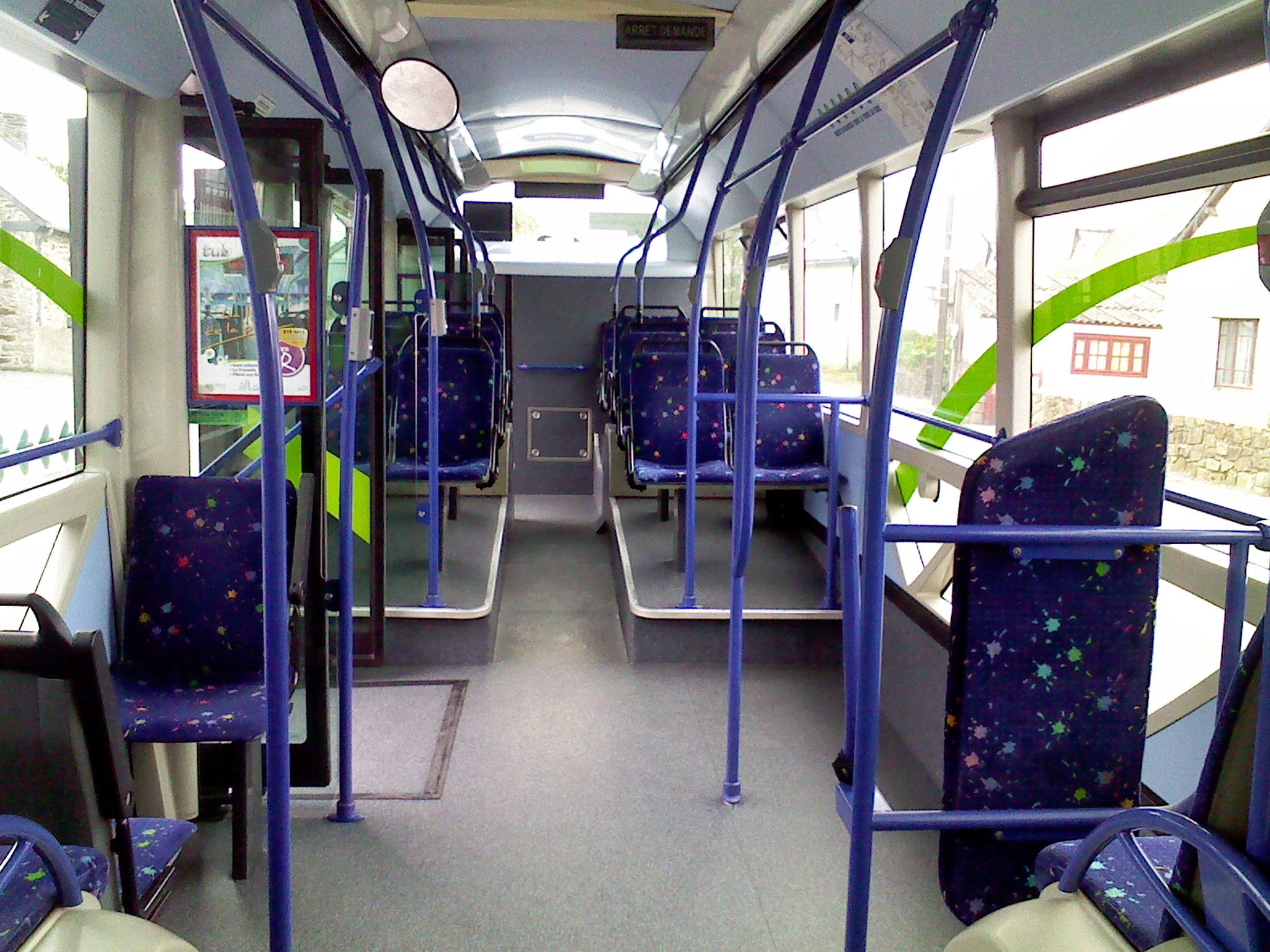
Interni di un GX327

## Versioni
Ecco un riepilogo delle versioni prodotte:
GX327 standard
- Lunghezza: 12,04 - 17,8 metri (GX427)
- Allestimento: Urbano
- Alimentazione: Gasolio
- Porte: da 2 a 4, rototraslanti o scorrevoli

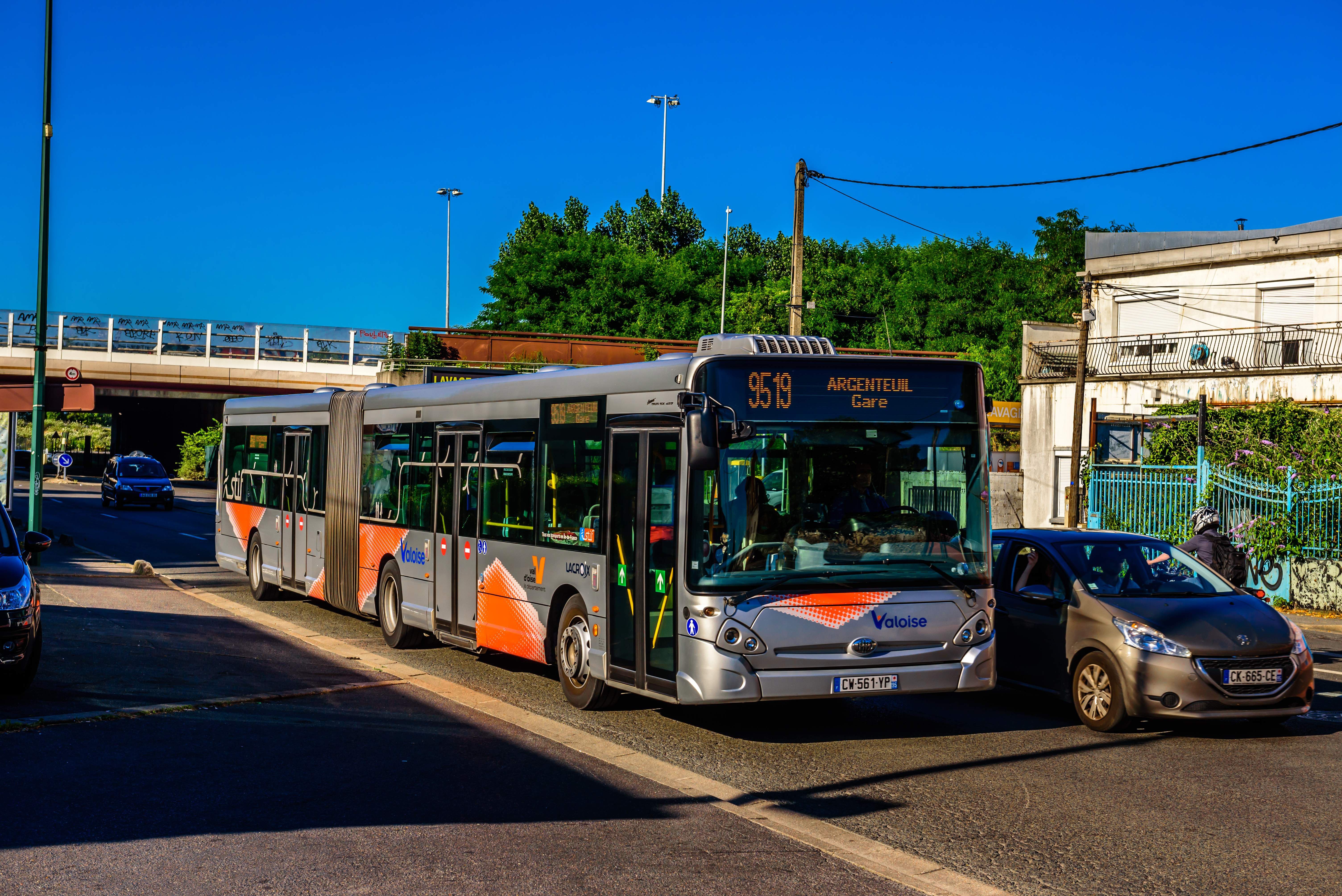
Heuliex GX427

GX327 GNV
- Lunghezza: 12,04 - 17,8 metri (GX427)
- Allestimento: Urbano
- Alimentazione: Metano
- Porte: da 2 a 4, rototraslanti o scorrevoli

GX327 HYB
- Lunghezza: 12,04 - 17,8 metri (GX427)
- Allestimento: Urbano
- Alimentazione: Ibrido
- Porte: da 2 a 4, rototraslanti o scorrevoli

GX327 BHNS
- Lunghezza: 12,04 - 17,8 metri (GX427)
- Allestimento: Urbano
- Alimentazione: Gasolio, Metano, Ibrido
- Porte: da 2 a 4, rototraslanti o scorrevoli
- Bus Haute Niveau Service

## Diffusione
Il mezzo, anche a causa della concorrenza "in house" con il Citelis, ha avuto uno scarso successo all'estero, mentre in Francia è stato apprezzato come autobus urbano di fascia medio-alta.